# Фотооксидація

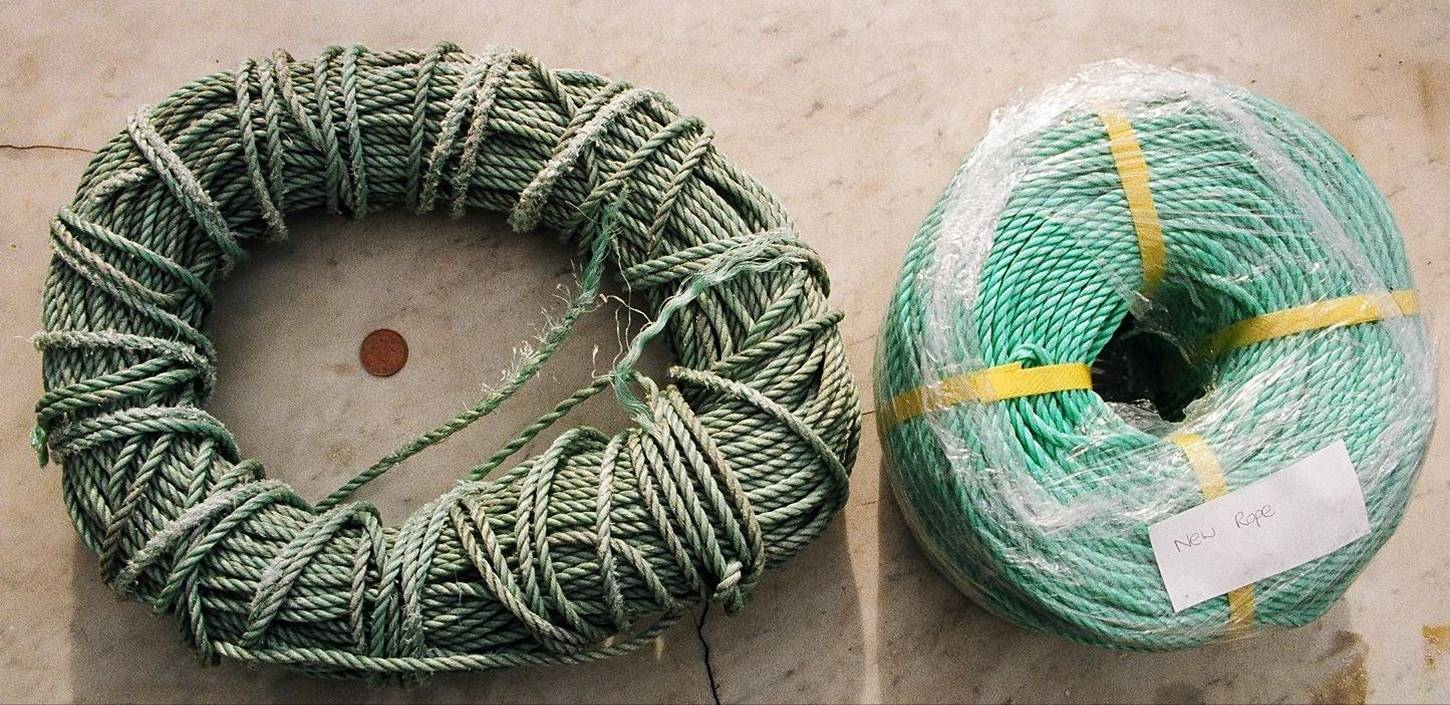
Фотооксидація поліпропіленової мотузки.

Фотооксидація (англ. photooxidation, рос. фотоокисление):
1. Втрата одного чи більше електронів (оксидація) фотозбудженими молекулами речовини. Може відбуватися внаслідок внутрі- або міжмолекулярного фотопереносу електрона, відриву атома H, приєднання кисню до збуджених молекул та ін.
2. Реакція субстанції з реактивними кисневмісними частинками (•ОН, НОО•, Н2О2, 1О2) під дією світла (коли атом кисню переходить при цьому в субстрат, то така реакція є фотооксигенацією).
Сюди не відносяться реакції фотоініційованого окиснення.